# Amtsgericht Königsbrück
Das Amtsgericht Königsbrück war ein Gericht der ordentlichen Gerichtsbarkeit und ein Amtsgericht in Sachsen mit Sitz in Königsbrück.

## Geschichte
In Königsbrück bestand bis 1879 das Gerichtsamt Königsbrück als Eingangsgericht. Im Rahmen der Reichsjustizgesetze wurden 1879 im Königreich Sachsen die Gerichtsämter aufgehoben und Amtsgerichte, darunter das Amtsgericht Königsbrück, geschaffen. Der Gerichtssprengel umfasste Königsbrück, Bohra, Cosel, Glauschnitz, Gottschdorf, Gräfenhain (Ober- und Nieder-), Grüngräbchen, Höckendorf, Koitzsch, Krakau, Laußnitz, Lüttichau mit Anbau, Neukirch, Otterschütz, Quoosdorf, Reichenau, Reichenbach, Röhrsdorf, Rohna, Schmorkau, Schwepnitz, Sella, Steinborn, Stenz, Weißbach bei Königsbrück, Zeißholz mit Reitschmühle und Kohlstatt, Zietsch, Zochau und den Laußnitzer, Ockrillaer, Schwepnitzer und Würschnitzer Forstrevieren. Das Amtsgericht Königsbrück war eines von 18 Amtsgerichten im Bezirk des Landgerichtes Bautzen. Der Amtsgerichtsbezirk umfasste danach 8935 Einwohner. Das Gericht hatte damals eine Richterstelle und war das zweitkleinste Amtsgericht im Landgerichtsbezirk. Gemäß der Verordnung über die Änderung von Gerichtsbezirken vom 3. September 1938 wurde die Gemeinde Naundorf bei Ortrand vom Amtsgericht Großenhain an das Amtsgericht Königsbrück überwiesen.
In den 1940er Jahren wurde das Amtsgericht Königsbrück kriegsbedingt zum Zweiggericht des Amtsgerichtes Kamenz. Im Jahre 1952 wurde das Amtsgericht Königsbrück in der DDR aufgehoben und das Kreisgericht Kamenz an seiner Stelle neu geschaffen. Gerichtssprengel war nun der Kreis Kamenz.

## Gerichtsgebäude

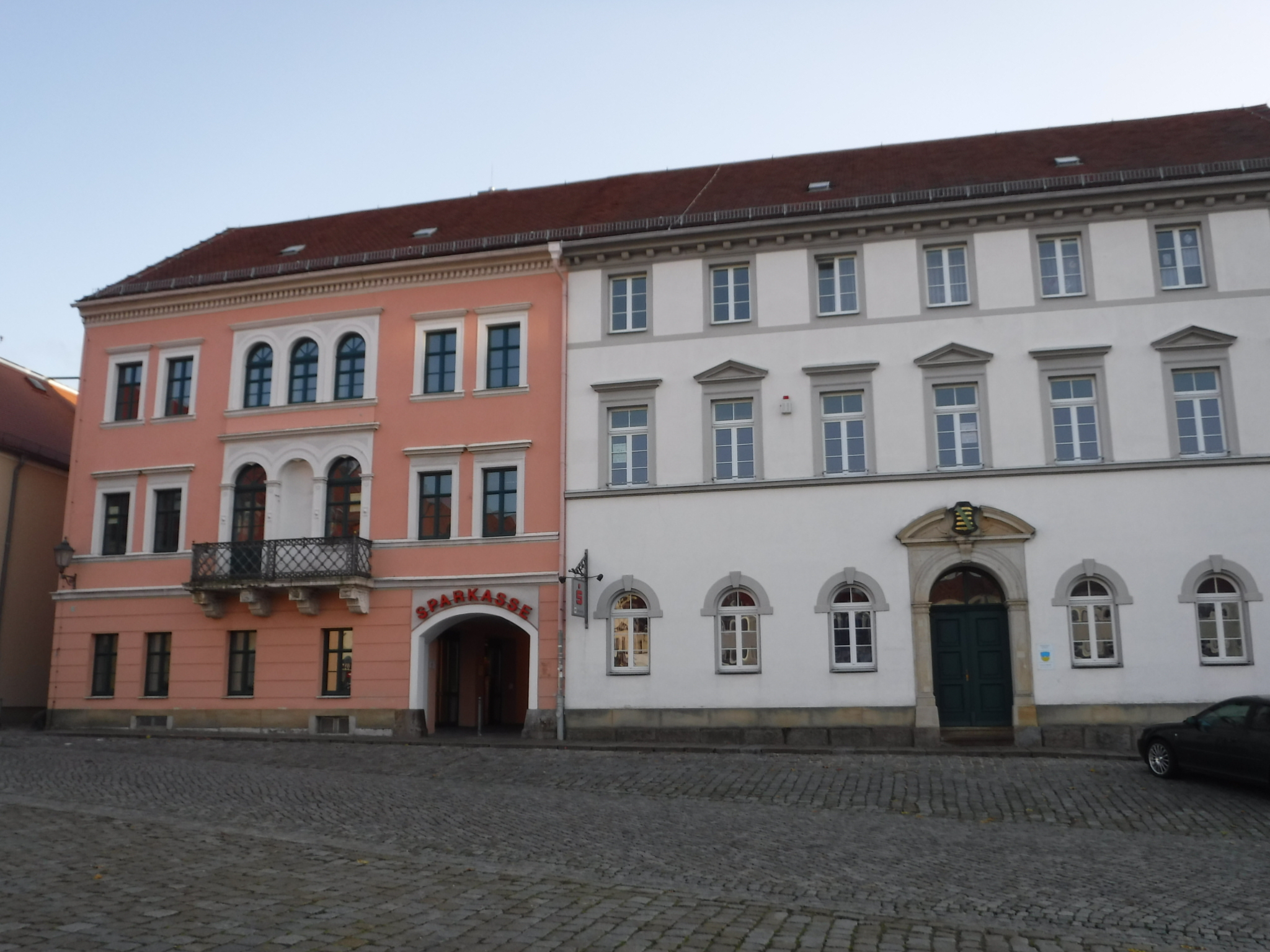
Ehem. Gerichtsgebäude (2020)

Das Amtsgericht nutzte das 1851 erbaute Gebäude des Gerichtsamtes (Markt 13). Es handelt sich um ein dreigeschossiges Gebäude. Es ist ortsgeschichtlich und baugeschichtlich von Bedeutung und steht daher unter Denkmalschutz.